# Tasikmalaya

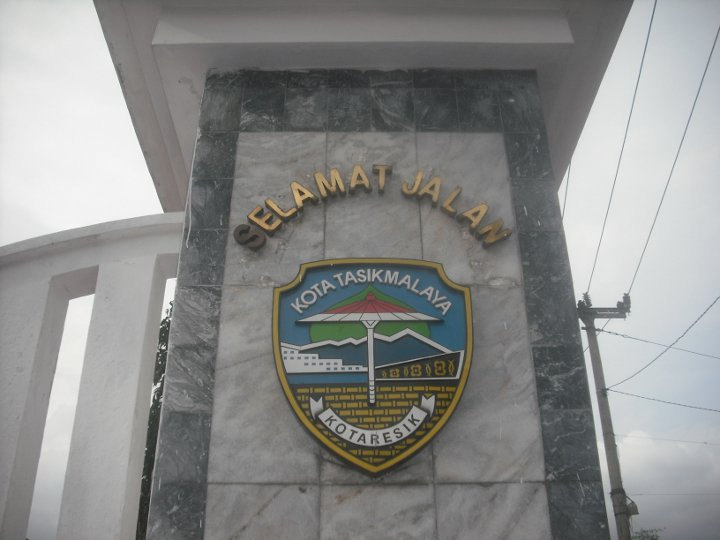
Stadtwappen am Grenzdenkmal

Tasikmalaya ist eine autonome Stadt (Kota) im Südosten von Westjava, Indonesien, zwischen Bandung und Purwokerto auf der südlichen der beiden großen Routen durch Java.

## Geographie
Die Stadt liegt in der bergigen Region „Preanger“ in einer Höhe von 351 Meter. Sie erstreckt sich zwischen 7°10′ und 7°26′32″ s. Br. sowie zwischen 108°08′38″ und 108°24′02″ ö. L. Sie grenzt im Nordosten an den Regierungsbezirk (Kabupaten) Ciamis, die anderen Grenzen im Norden, Westen, Süden und Südosten gehören zum Kabupaten Tasikmalaya. Unter den neun unabhängigen Städten belegt Tasikmalaya Platz 5 in der Bevölkerungsreihenfolge.

### Verwaltungsgliederung
Die verwaltungstechnisch einer Provinz gleichgestellte Stadt wird administrativ in zehn Distrikte (Kecamatan) unterteilt, die nach ihren Verwaltungsorten benannt sind. Eine weitere Unterteilung erfolgt in 69 Kelurahan (Dörfer urbanen Charakters) mit 834 Rukun Warga (RW, Weiler) und 3.479 Rukun Tetangga (RT, Nachbarschaften).
| Code 1   | Kecamatan Distrikt | Fläche (km²) | Einwohner Census 2010 2 | Volkszählung 2020 | Volkszählung 2020 | Volkszählung 2020 | Anzahl der Kelurahan 6 |
| Code 1   | Kecamatan Distrikt | Fläche (km²) | Einwohner Census 2010 2 | Einwohner 3       | 0Dichte 40        | Sex Ratio 5       | Anzahl der Kelurahan 6 |
| -------- | ------------------ | ------------ | ----------------------- | ----------------- | ----------------- | ----------------- | ---------------------- |
| 32.78.01 | Cihideung          | 5,45         | 71.526                  | 71.949            | 13.201,7          | 101,6             | 6                      |
| 32.78.02 | Cipedes            | 9,04         | 74.952                  | 81.558            | 9.021,9           | 103,5             | 4                      |
| 32.78.03 | Tawang             | 6,91         | 63.132                  | 60.160            | 8.706,2           | 99,6              | 5                      |
| 32.78.04 | Indihiang          | 10,86        | 47.554                  | 57.565            | 5.300,6           | 102,4             | 6                      |
| 32.78.05 | Kawalu             | 42,33        | 84.930                  | 96.775            | 2.286,2           | 105,6             | 10                     |
| 32.78.06 | Cibeureum          | 18,39        | 61.241                  | 68.598            | 3.730,2           | 102,7             | 9                      |
| 32.78.07 | Tamansari          | 37,00        | 63.073                  | 77.070            | 2.083,0           | 104,8             | 8                      |
| 32.78.08 | Mangkubumi         | 24,00        | 85.193                  | 97.905            | 4.079,4           | 103,0             | 8                      |
| 32.78.09 | Bungursari         | 17,62        | 45.733                  | 60.193            | 3.416,2           | 103,4             | 7                      |
| 32.78.10 | Purbaratu          | 12,63        | 38.130                  | 44.382            | 3.514,0           | 104,5             | 6                      |
| 32.78    | Kota Tasikmalaya   | 184,22       | 635.464                 | 716.155           | 3.887,5           | 103,2             | 69                     |

## Demographie
Zur Volkszählung im September 2020 lebten in Kota Tasikmalaya 716.155 Menschen, davon 352.415 Frauen (49,21 %) und 363.740 Männer (50,79 %). Gegenüber dem letzten Census (2010) sank der Frauenüberschuss von 49,41 Prozent um 0,2 Prozent. 68,70 % (401.985) gehörten zur erwerbsfähigen Bevölkerung; 24,90 % waren Kinder und 6,40 % im Rentenalter (ab 65 Jahren).
Ende 2021 bekannten sich 98,55 Prozent der Einwohner zum Islam, Christen waren 1,32 % (7.849 ev.-luth. / 1.864 röm.-kath.), 0,105 % waren Buddhisten.
| Datum      | Fläche00 (km²) | Einwohner  | Einwohner    | Einwohner    | Bevölke- rungsdichte (Einw. je km²) | Sex Ratio (Männer pro 100 Frauen) |
| Datum      | Fläche00 (km²) | 00gesamt00 | 00männlich00 | 00weiblich00 | Bevölke- rungsdichte (Einw. je km²) | Sex Ratio (Männer pro 100 Frauen) |
| ---------- | -------------- | ---------- | ------------ | ------------ | ----------------------------------- | --------------------------------- |
| 31.12.2020 | 172,00         | 366.691    | 356.063      | 722.754      | 4.20200                             | 102,98                            |
| 30.06.2021 | 171,61         | 363.337    | 351.641      | 714.978      | 4.166,30                            | 103,33                            |
| 31.12.2021 | 183,94         | 371.511    | 360.095      | 731.606      | 3.977,42                            | 103,17                            |

## Geschichte

### Verwaltungsgeschichte
Die autonome Stadt Tasikmalaya wurde 2001 (Gesetz Nr. 10) als achte Stadt der Provinz gebildet. Hierbei wurde sie aus der 1975 gebildeten Verwaltungsstadt (Kota Administratif) Tasikmalaya (bestehend aus der Stadt Kota Cihideung und den beiden Distrikten Kecamatan Cipedes und Tawang) und den fünf Kecamatan des Kabupaten Tasikmalaya (Indihiang, Kawalu, Cibeureum, Tamansari und Mangkubumi) verschmolzen.
Zu diesen bestehenden acht Distrikten kamen am 19. Mai 2008 zwei weitere hinzu:
- Der Kecamatan Indihiang gab 7 seiner 13 Kelurahjan für den neuen Kecamatan Bungursari ab und
- Der Kecamatan Cibeureum gab 6 seiner 15 Kelurahan für den neue Kecamatan Purbaratu ab.[7]

### Naturkatastrophen
Am 5. April 1982 brach der Vulkan Galunggung aus und verursachte große Schäden. Er erzwang auch eine vorübergehende Evakuierung des Gebiets.

### Aufstände von 1996
Die Stadt Tasikmalaya war auch der Schauplatz eines vielbeachteten Aufstands im Jahre 1996. Vier Menschen wurden getötet und mehrere Kirchen und Dutzende von zumeist chinesischen Unternehmen wurden zerstört. Diese Aufstände waren der Beginn zahlreicher ähnlicher Unruhen in ganz Java.

## Persönlichkeiten
- Johanes Haribowo (1943–2021), Brigadegeneral